# Ichthyas
Ichthyas (fl. V-IV secolo a.C.) è stato un filosofo greco antico vissuto tra il V e il IV secolo a.C. discepolo e successore di Euclide di Megara nella Scuola megarica.
Si hanno scarsissime notizie della sua vita e niente è a noi pervenuto delle sue opere.
Fu allievo di Cratete di Tebe e, secondo Eraclide Lembo, fu seguace di Trasimaco di Corinto.
A lui Diogene di Sinope dedicò uno dei suoi dialoghi. 